# Reje Guru
Reje Guru is een bestuurslaag in het regentschap Bener Meriah van de provincie Atjeh, Indonesië. Reje Guru telt 753 inwoners (volkstelling 2010).